# Millicent S. Ficken
Millicent Sigler Ficken (* 27. Juli 1933 in Washington, D.C. als Millicent Beth Sigler; † 7. Juli 2020), häufig auch Millicent „Penny“ Ficken oder Millicent S. Ficken, war eine US-amerikanische Hochschullehrerin und Ethologin.

## Leben
Millicent Ficken war die Tochter von Phares Oscar und Helen Elizabeth Sigler, geborene Richards. Nach dem Abschluss der Leesville High School in Leesville, Louisiana, im Juni 1951, schrieb sie sich im September 1951 an der Cornell University in Ithaca, New York, ein, wo sie im Juni 1955 den Bachelor of Science erlangte. Im selben Monat heiratete sie den Ethologen Robert William Ficken, von dem sie sich 1989 scheiden ließ. Aus dieser Ehe gingen ein Sohn und eine Tochter hervor. Von September 1955 bis Januar 1956 arbeitete sie als wissenschaftliche Assistentin im Labor für Bakteriologie der University of Oklahoma. Von Februar 1956 bis September 1957 war sie Labortechnikerin in Insekten-Biochemie an der Cornell University.
1960 wurde sie mit der Dissertation Behavior of the American Redstart, Setophaga ruticilla (Linnaeus) zum Ph.D. an der Cornell University promoviert. Von 1960 bis 1962 forschte sie als Postdoc an der Cornell University. 1962 veröffentlichte sie mit Robert William Ficken das Buch The Comparative Ethology of the Wood Warblers. Von 1963 bis 1967 war sie wissenschaftliche Mitarbeiterin an der Abteilung für Zoologie der University of Maryland, College Park.
Von 1967 bis 1975 war sie zunächst Assistenzprofessorin und schließlich außerordentliche Professorin an der Abteilung für Zoologie der University of Wisconsin–Milwaukee (UWM). 1975 wurde sie ordentliche Professorin und 2003 Professor emerita an der Abteilung für Biowissenschaften der University of Wisconsin–Milwaukee. Von 1967 bis 1997 war sie Leiterin der biologischen Feldstation der University of Wisconsin–Milwaukee. Von 1967 bis 1980 sowie 1987 und 1988 war sie Stipendiatin der National Science Foundation.
Fickens Forschungsinteressen umfassten die Tierkommunikation mit Schwerpunkt auf Vogelstimmen sowie das Sozialverhalten von Vögeln, insbesondere von Pinguinen, Kolibris und nordamerikanischen Singvögeln, über deren Lautäußerungen sie Langzeitstudien betrieb. 1996 schrieb sie den Beitrag zur Hudsonmeise (Poecile hudsonicus) und 1998 zur Brillenmeise (Baeolophus wollweberi) im Standardwerk Birds of North America des Cornell Laboratory of Ornithology.
Ficken war Mitglied der American Ornithologists’ Union, der American Association for the Advancement of Science (AAAS), der Society for the Study of Evolution und der Animal Behavior Society.